# Pizzicato (magazine)
Pour les articles homonymes, voir Pizzicato (homonymie).
Pizzicato est un magazine consacré à la musique classique luxembourgeois. Fondé en 1991, c'était jusqu'en 2013 un magazine mensuel, publié par Artevents SA. Depuis 2013, il s'agit uniquement d'un site internet avec des mises à jour quotidiennes, géré par Orkite a.s.b.l.
Le magazine contient des nouvelles, des reportages et des interviews ainsi que des critiques de CD et de DVD. Le rédacteur en chef et fondateur du magazine est le journaliste luxembourgeois Rémy Franck, qui est membre du jury des International Classical Music Awards (ICMA).
Le magazine attribue un prix, le Supersonic Award.
Pizzicato a une moyenne de 188 102 visiteurs mensuels au 1er semestre 2021 (nombre total de visiteurs sur ce semestre : 1 128 612). Il est lu en Allemagne, en Suisse, en Autriche (60 % pour ces trois pays), au Luxembourg (10 %), aux États-Unis (10 %) et dans d'autres pays. Il y a en moyenne plus d'un million de pages lues chaque mois (moyenne mensuelle au 1er semestre 2021 : 1 037 674).